# Abteikirche Niederaltaich

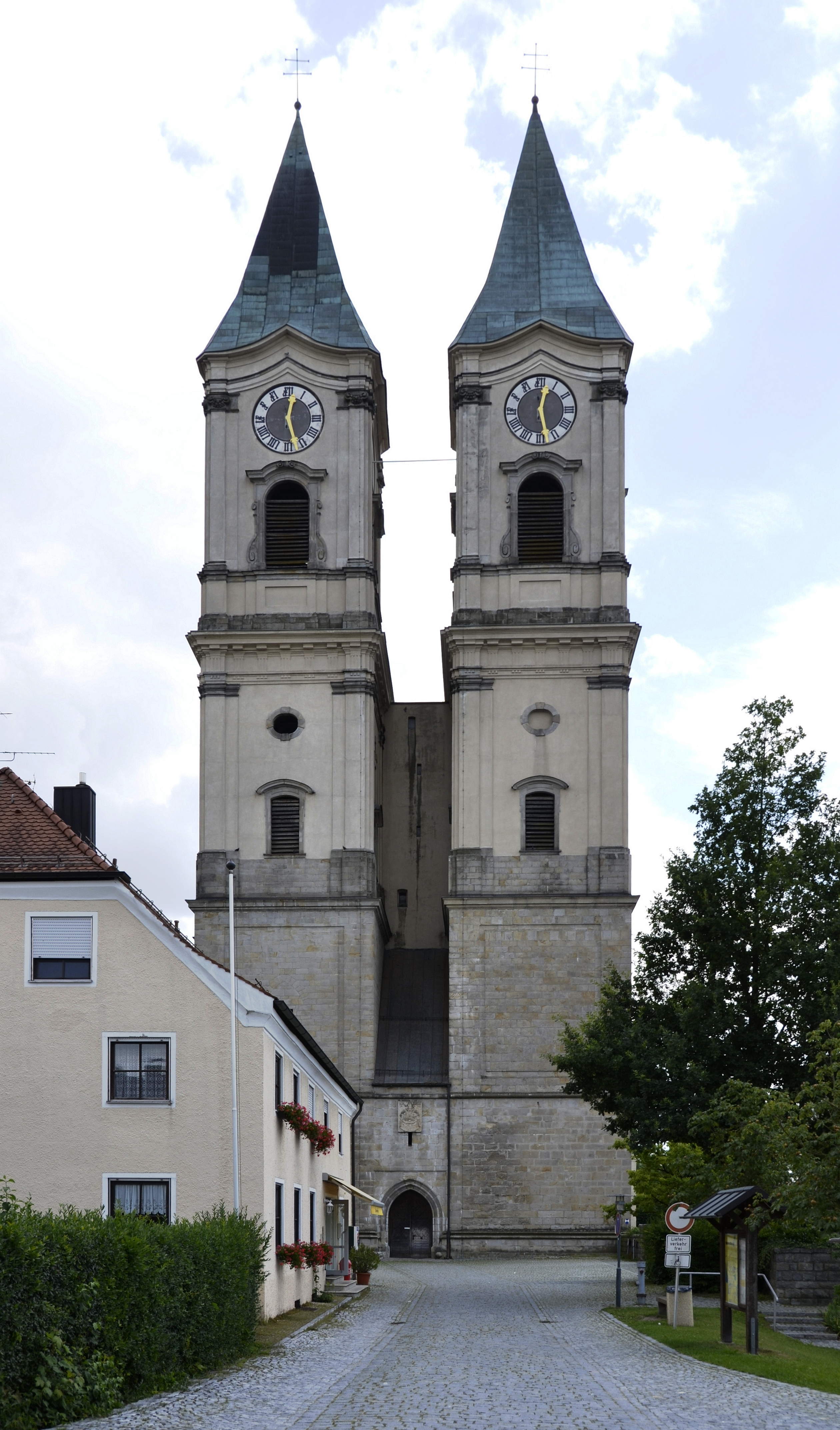
Abteikirche Niederaltaich

Die römisch-katholische Abtei- und Pfarrkirche Niederaltaich ist die Klosterkirche der Abtei Niederaltaich und (seit 1803) die Pfarrkirche von Niederalteich in Niederbayern. Die Basilika St. Mauritius untersteht dem Bistum Passau und ist dem hl. Mauritius gewidmet. Die Abteikirche in ihrer heutigen Form entstand während der zweiten Hälfte des 13. und dem ersten Viertel des 14. Jahrhunderts als eine gotische Hallenkirche. Das Bauwerk wurde im ersten Drittel des 18. Jahrhunderts einer vollständigen Barockisierung unterzogen.

## Geschichte

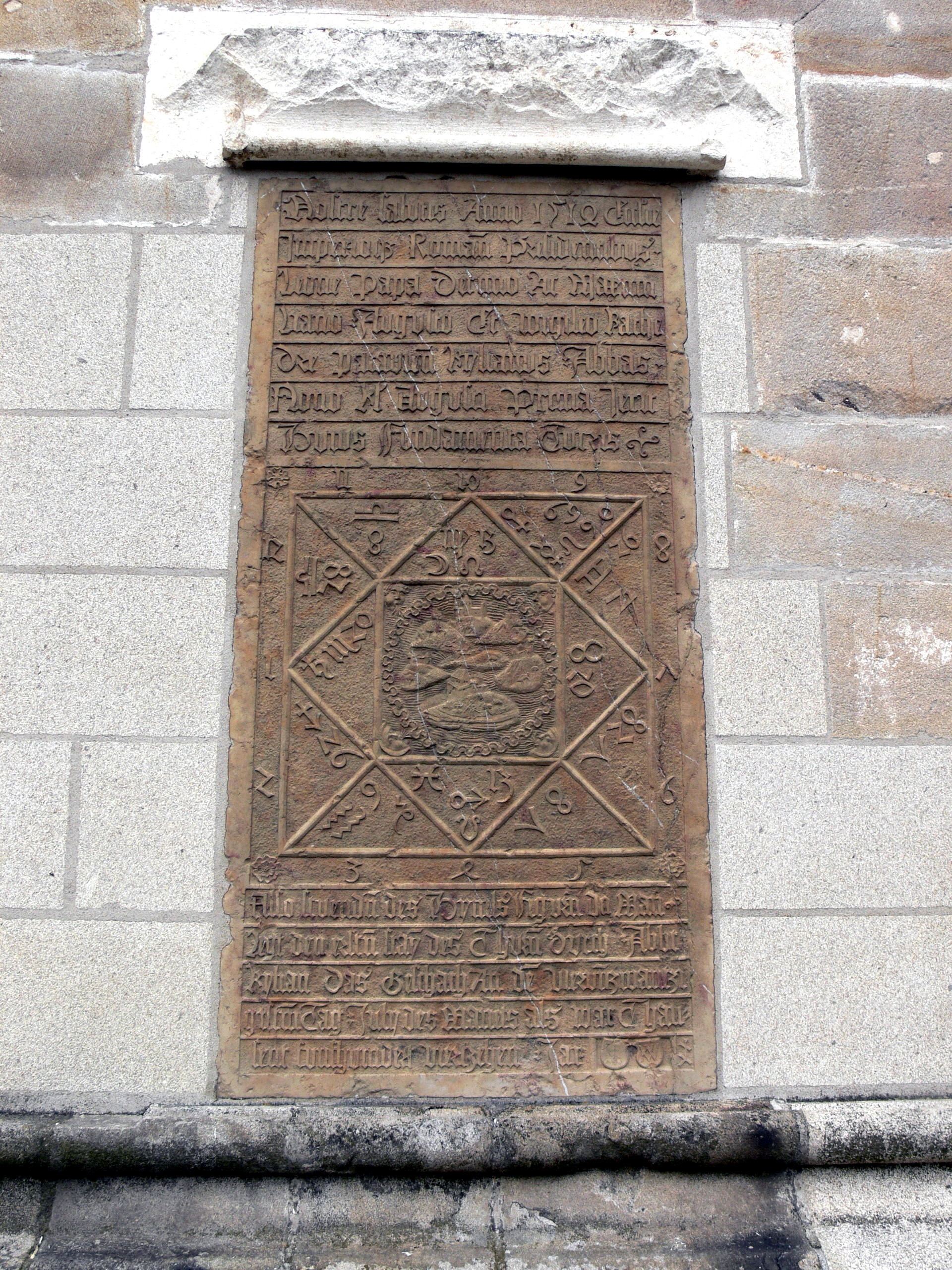
Grundsteinlegungsinschrift der Westfassade von 1514

Über die ersten Kirchenbauten der 741 gegründeten und 788 zum Reichskloster erhobenen Benediktinerabtei Niederaltaich ist historisch und archäologisch nichts bekannt. Die Wiederbegründung der während der Ungarnstürme zerstörten Abtei durch Abt Gotthard um das Jahr 1000 brachte auch die Wiedererrichtung von Kloster und Kirche. Unter Abt Dietmar II. kam es 1180 zum Brand des Klosters, dessen Kirche aber bereits 1185 wiederhergestellt war und durch Bischof Otto von Freising neugeweiht wurde. Von diesem romanischen Kirchenbau konnte lediglich der Fundamentrest einer Seitenschiffsapsis archäologisch nachgewiesen werden.

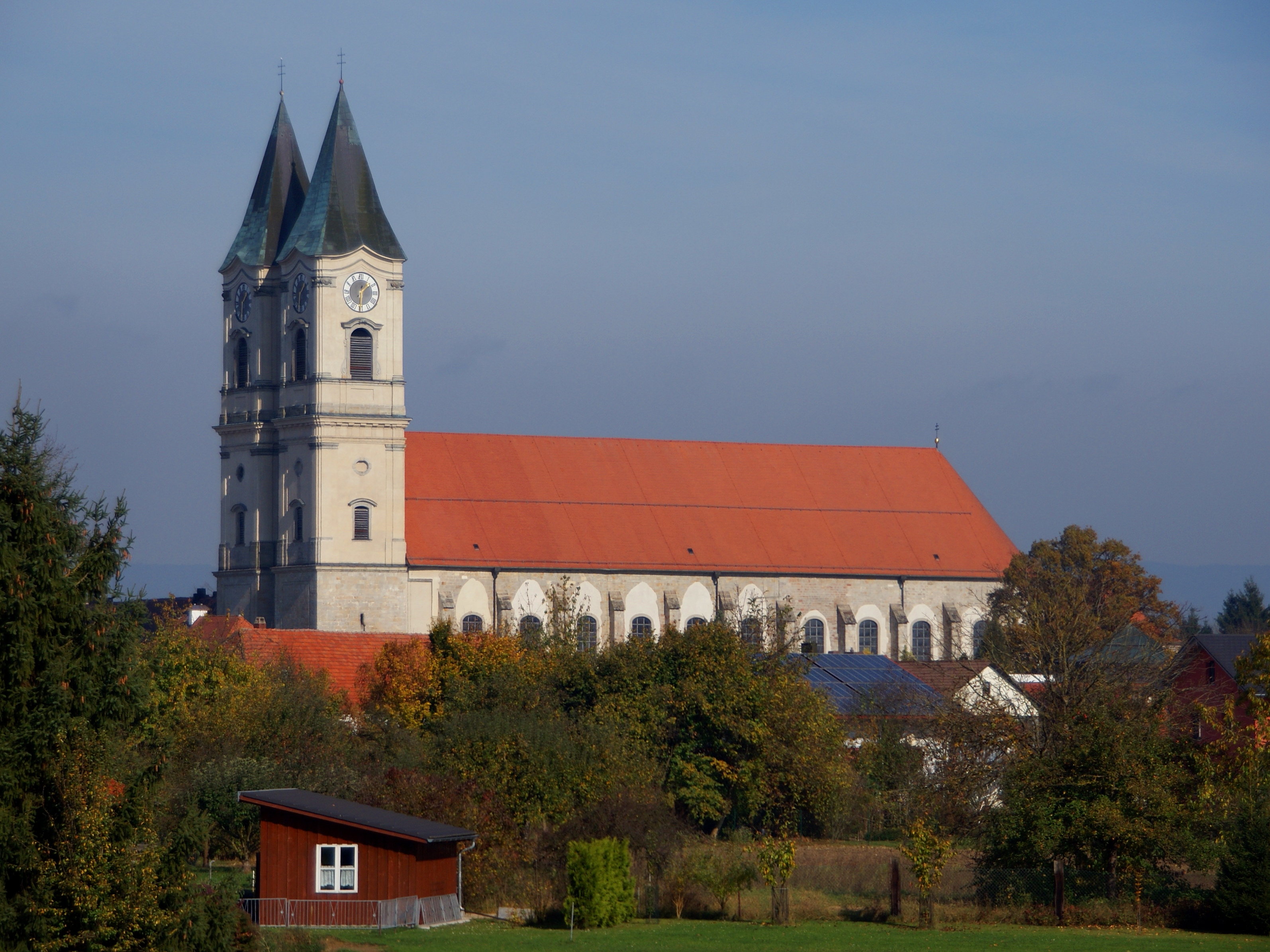
Abteikirche Niederaltaich

Ein vollständiger Neubau der Abteikirche erfolgte in gotischer Zeit. Unter Abt Hermann (1242–1272) erhielt die romanische Klosterkirche einen dreischiffigen Hallenchor, der am 21. September 1270 durch Bischof Petrus von Passau geweiht wurde. Als Baumeister der Kirche ist der Laienbruder Chunrad „der Steinmetz“ (lapicida) überliefert. Um 1280 wurde unter den Äbten Volkmar und Poppo II. die Kilianskapelle auf der Nordseite der Kirche als Grabkapelle errichtet. Abt Wernhards begann 1306 mit dem Neubau des gotischen Hallenlanghauses der Klosterkirche. Die Gesamtweihe der weitgehend fertiggestellten gotischen Klosterkirche fand 1326 unter Abt Ruger von Degenberg statt. Abt Altmann von Degenberg ließ um 1391 an der Westfront durch den späteren Passauer Dombaumeister Hans Krumenauer die (1804 abgetragene) Pfarrkirche St. Magdalena errichten.
Das 16. Jahrhundert erforderte erste Erneuerungsmaßnahmen an der mittelalterlichen Kirche. Nachdem 1505 während eines Hochamts einer der beiden Fassadentürme eingestürzt war, begann Abt Kilian Weybeck 1514 mit der Errichtung der neuen Zweiturmfassade, von deren Grundsteinlegung die Bauinschrift mit astrologischer Datierung kündet. Desgleichen ließ er 1510 das Kirchendach mit Ziegeln decken und im Kirchenschiff eine reichbemalte Holzdecke einziehen, im  Anschluss daran erfolgte der Neubau der 1522 geweihten Pfarrkirche St. Magdalena. Abt Paulus Gmainer ließ um 1580 das bis dahin noch flachgedeckte Langhaus der gotischen Abteikirche einwölben (H. Abbt Paulus Gmainer hat die Khürch gwölben lassen) und mit Wandgemälden ausstatten. Auf der Südseite der Kirche ließ er die „Frauenkapelle“ erbauen, die auch sein Grabmal aufnehmen sollte. Unter dem Abt Bernhard Hilz wurden um 1600 größere Summen in die liturgische Neuausstattung der Abteikirche im Sinne der Gegenreformation investiert.
Im 17. Jahrhundert wurde die Niederaltaicher Abteikirche wiederholt von Brandkatastrophen betroffen. Im Januar 1634 wurde die Abtei von den schwedischen Truppen geplündert und in Brand gesteckt. Der Beitrag von Abt Vitus Bacheneder zur Ausstattung der Klosterkirche wurde fünf Jahre nach seinem Tod 1671 durch einen erneuten Brand zerstört. Abt Adalbert Guggomos stiftete in der unter ihm wiederhergestellten Klosterkirche fünf schwarz gebeizte und goldverzierte Altäre und eine Orgel, bevor am 5. Mai 1685 das Kloster erneut von einer Brandkatastrophe heimgesucht wurde. Abt Karl Kögl setzte während seiner kurzen Amtszeit bis 1700 den Wiederaufbau der Abteikirche fort. Bis 1698 vollendete der Passauer Baumeister Carlo Antonio Carlone den Südturm der Zweiturmfassade der Kirche.

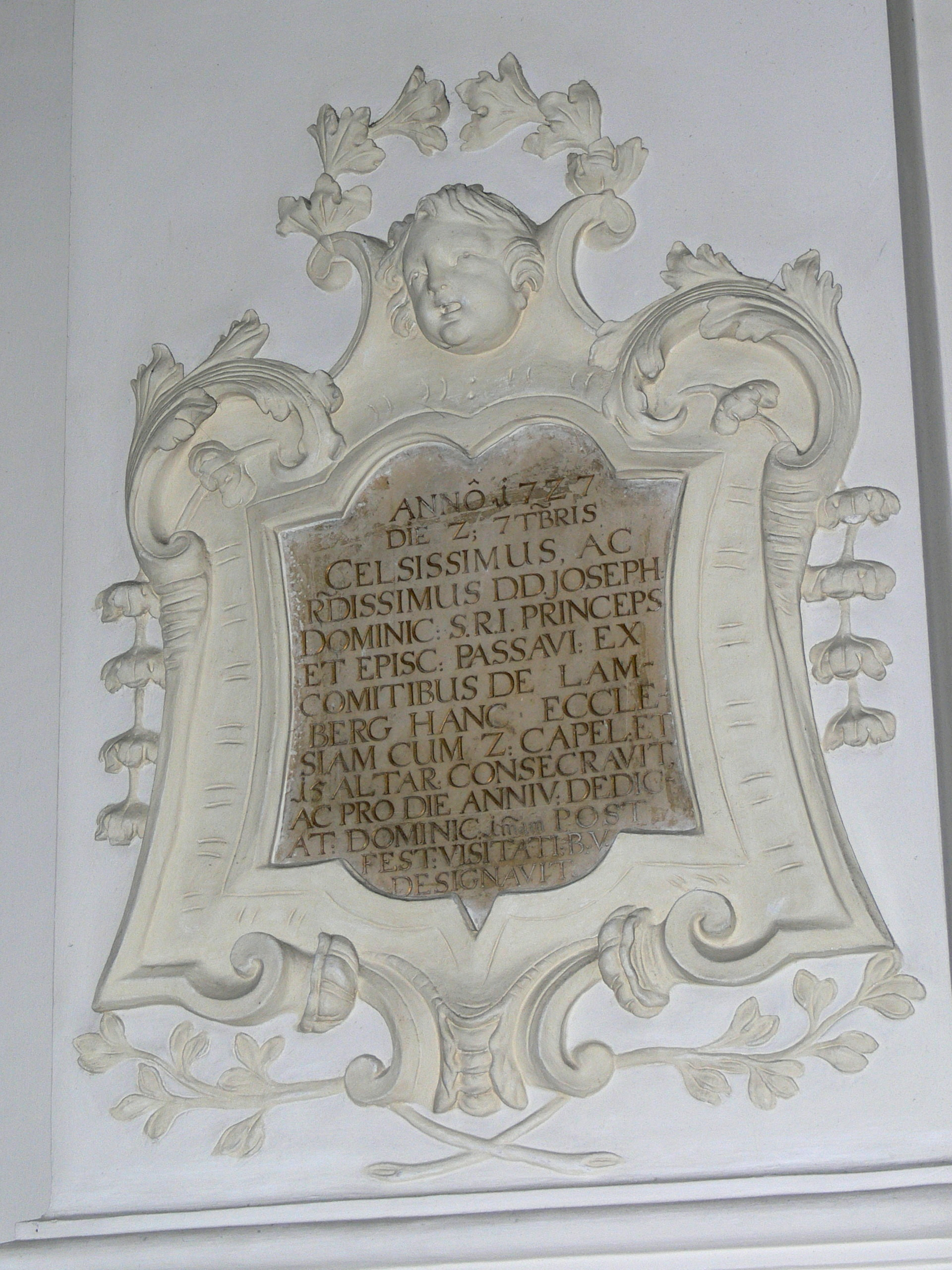
Weiheinschrift von 1727

Die vollständige barocke Umgestaltung der Niederaltaicher Abteikirche erfolgte im 1. Drittel des 18. Jahrhunderts unter dem tatkräftigen und wirtschaftlich fähigen Abt Joscio Hamberger. Mit der Ausführung der Arbeiten beauftragte er 1718 Jakob Pawanger. Dieser baute in den Seitenschiffen Emporen ein und fügte anstelle der ursprünglichen Ostwand eine halbkreisförmige Apsis an. Statische Probleme führten jedoch dazu, dass letztere wieder abgetragen werden musste und Pawanger 1724 von Johann Michael Fischer abgelöst wurde. Bis 1727 war der Umbau vollendet, so dass der Bamberger Fürstbischof Joseph Dominikus von Lamberg die Weihe der Kirche vollziehen konnte. Der Nordturm wurde 1730 bis 1735 in Angleichung an den bereits vorhandenen Turm errichtet, wobei das Obergeschoss des Südturms abgetragen und nach Fischers Entwurf neuerrichtet wurde. Von Fischer wurden auch dem dritten Langhausjoch Seitenkapellen angefügt. Die Stuckarbeiten in der Kirche schufen die Brüder Giovanni Battista d’Allio und Sebastiano d’Allio unter Mitwirkung von Franz Josef Holzinger. Bereits zwanzig Jahre nach Fertigstellung der Kirche wies die Orgelempore Setzungsrisse auf, so dass sie unter Abt Franz von Dyrnhard erneuert werden musste.

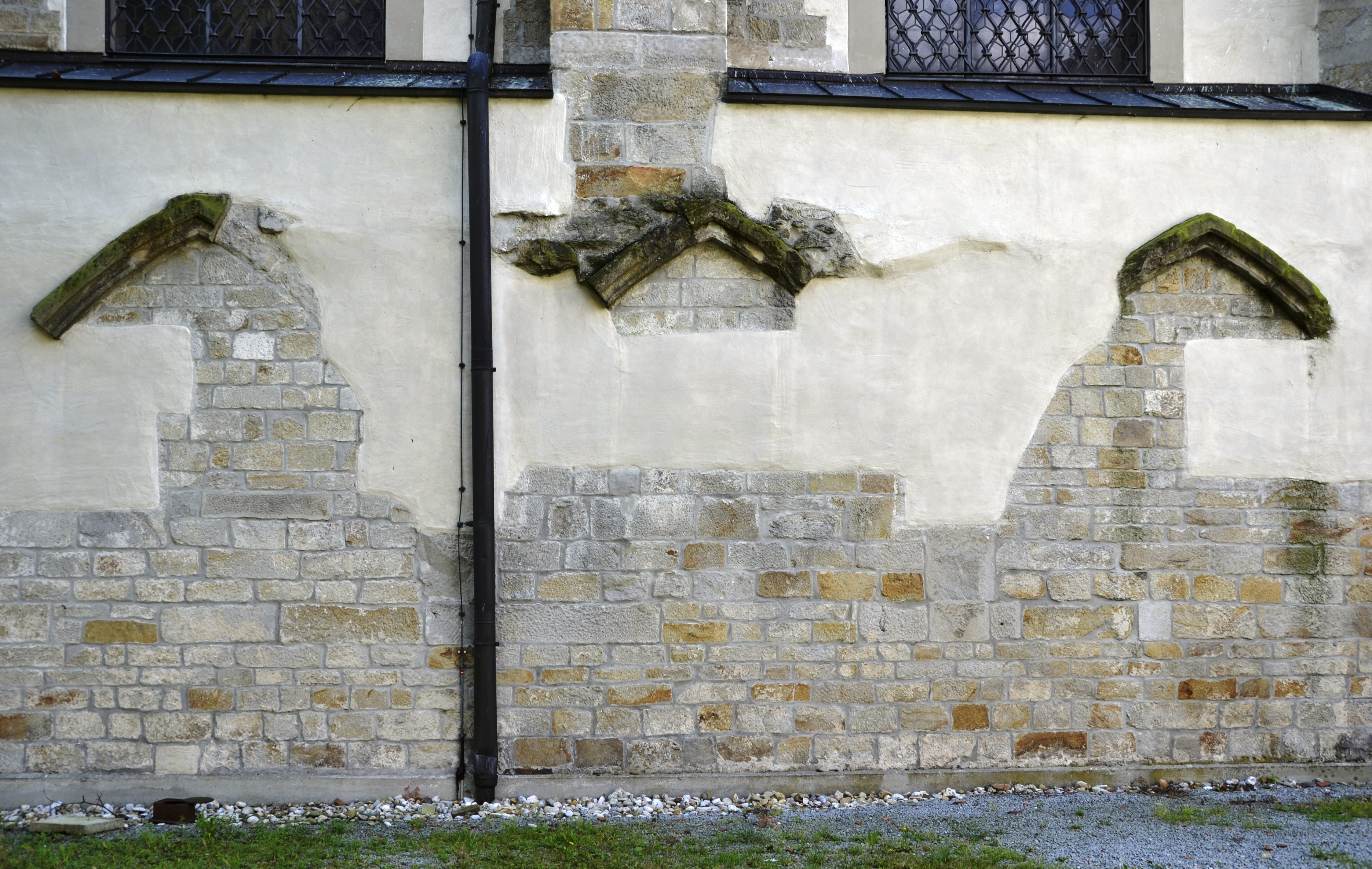
Die Spuren des abgerissenen gotischen Kreuzgangs

Nach der Säkularisierung der Abtei wurde der zunächst geplante Abbruch der Abteikirche verhindert und diese anstelle der abgebrochenen Magdalenenkirche zur Pfarrkirche. Am 7. März 1813 löste ein Blitzschlag einen Großbrand aus, wobei die Türme ausbrannten und das Kirchendach zerstört wurde. Im Zuge der Wiederaufbaumaßnahmen wurden die barocken Zwiebelturmaufsätze zu Pyramiden vereinfacht. Gleichzeitig erfolgte auch der Abbruch der beiden barocken Seitenkapellen am Langhaus sowie des gotischen Kreuzgangs auf der Nordseite, von dessen Wölbung noch die Ansatzspuren künden.
Mit der Wiederbesiedlung der Abtei im Jahre 1918 wurde die Pfarrkirche auch wieder zur Abteikirche. Papst Pius XII. verlieh ihr 1931 den Titel einer Basilica minor.

## Architektur

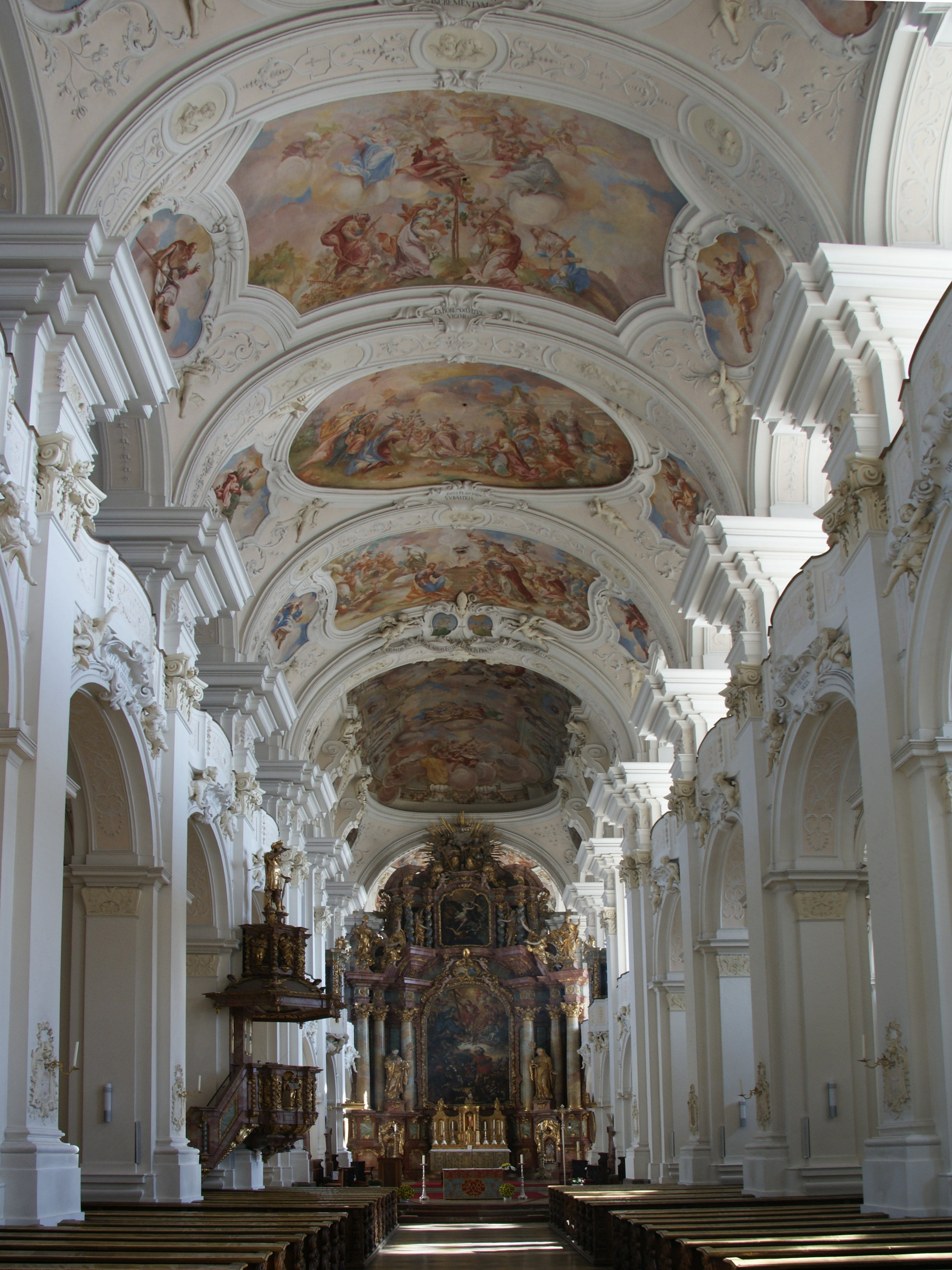
Der barockisierte Innenraum

Die im Baubestand gotische, barock überformte Abteikirche ist eine dreischiffige Emporenhalle von neun Jochen Längenerstreckung, von denen drei auf den Chor und sechs auf das Langhaus entfallen. Im Osten schließt sich die halbkreisförmige Chorapsis an, die im unteren Geschoss die Sakristei, in Emporenhöhe den Psallierchor der Mönche enthält. Im Westen schließt der Kirchenbau mit einer Zweiturmfassade ab. Am Außenbau dominieren die Strebepfeiler wie auch die im Mauerwerk erkennbaren Hochfenster des mittelalterlichen Bauzustands. Auf der Nordseite ist zudem ein frühgotisches Portal mit einem Flachrelief aus stilisiertem Weinlaub im Tympanon erhalten. Im Innern wurden die gotischen Pfeiler zu gestuften Kreuzpfeilern mit Kompositkapitellen umkleidet und die bisherigen Gewölbe zu Kuppelgewölben umgestaltet. Durch den Einbau der Emporen in den Seitenschiffen der Hallenkirche nähert sich das Erscheinungsbild des Innenraums dem des Passauer Doms an, mit dem es auch hinsichtlich der Lichtführung übereinstimmt. Zur besonderen Lichtwirkung des Kirchenraumes tragen auch die kreisförmigen Durchbrechungen der Seitenschiffsgewölbe bei, durch die die Seitenaltäre punktuell von oben beleuchtet werden.

## Ausmalung

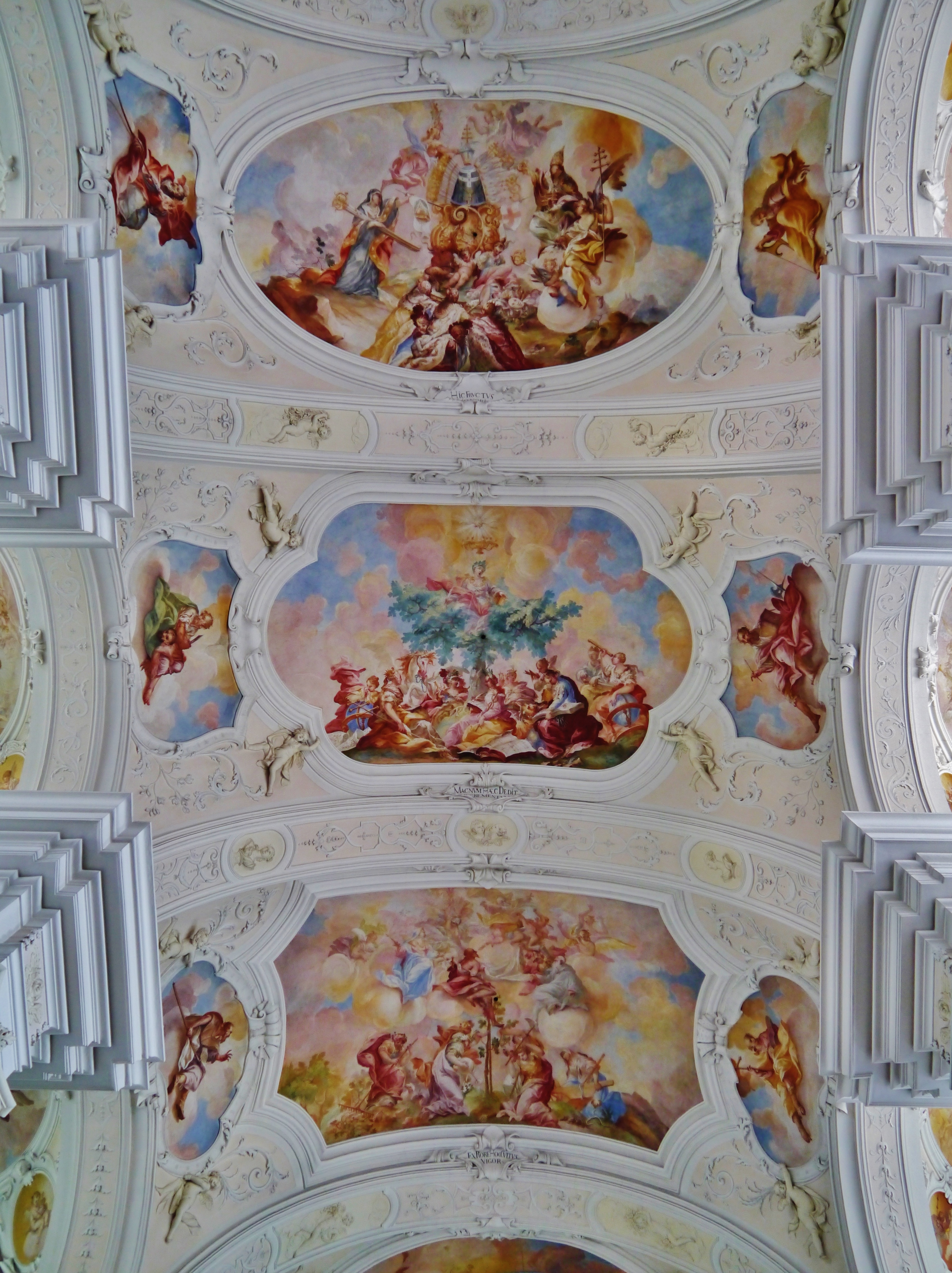
2. bis 4. Gewölbebild der Langhausfresken

Der umfangreiche Freskenzyklus der Abteikirche entstand 1719 bis 1732 durch den Maler Wolfgang Andreas Heindl. Die sechs Kuppelgemälde im Hauptschiff stellen – unter Anspielung auf den als „Alte Eiche“ umgedeuteten Klosternamen – eine panegyrische Geschichte der Abtei Altaich dar und zeigen im Einzelnen: 1. Die Verbrennung heidnischer Götzenbilder und das Fällen der Göttereiche, von der ein Reis abgenommen wird; 2. Das Pflanzen des Reises durch den Klostergründer Pirminius unter dem Schutz der Bayrischen Herzöge; 3. Das Wachstum des neuen Eichbaums; 4. Das Gedeihen der Wissenschaften im Schatten des Eichbaums; 5. Ein Ehrengerüst mit den geistlichen Trophäen des Klosters; 6. Neben dem Eichbaum der Triumphbogen für den Bauherrn der Kirche, Abt Joscio, dessen Wappen am Choreingangsbogen angebracht ist. Das Deckengemälde im Presbyterium zeigt in einer Scheinarchitektur die Apotheose des hl. Mauritius und seiner Mitstreiter. Die Deckengemälde in den Seitenschiffen beziehen sich jeweils auf die Patrozinien der hier aufgestellten Seitenaltäre. Das Deckenfresko des Psallierchors zeigt mit Bezug auf den Chorgesang der Mönche die Dreifaltigkeit, umgeben von den Engelschören, das der darunterliegenden Sakristei die Begegnung von Abraham und Melchisedek als Zeichen des idealen Verhältnisses von Fürstentum und Priestertum.

## Ausstattung

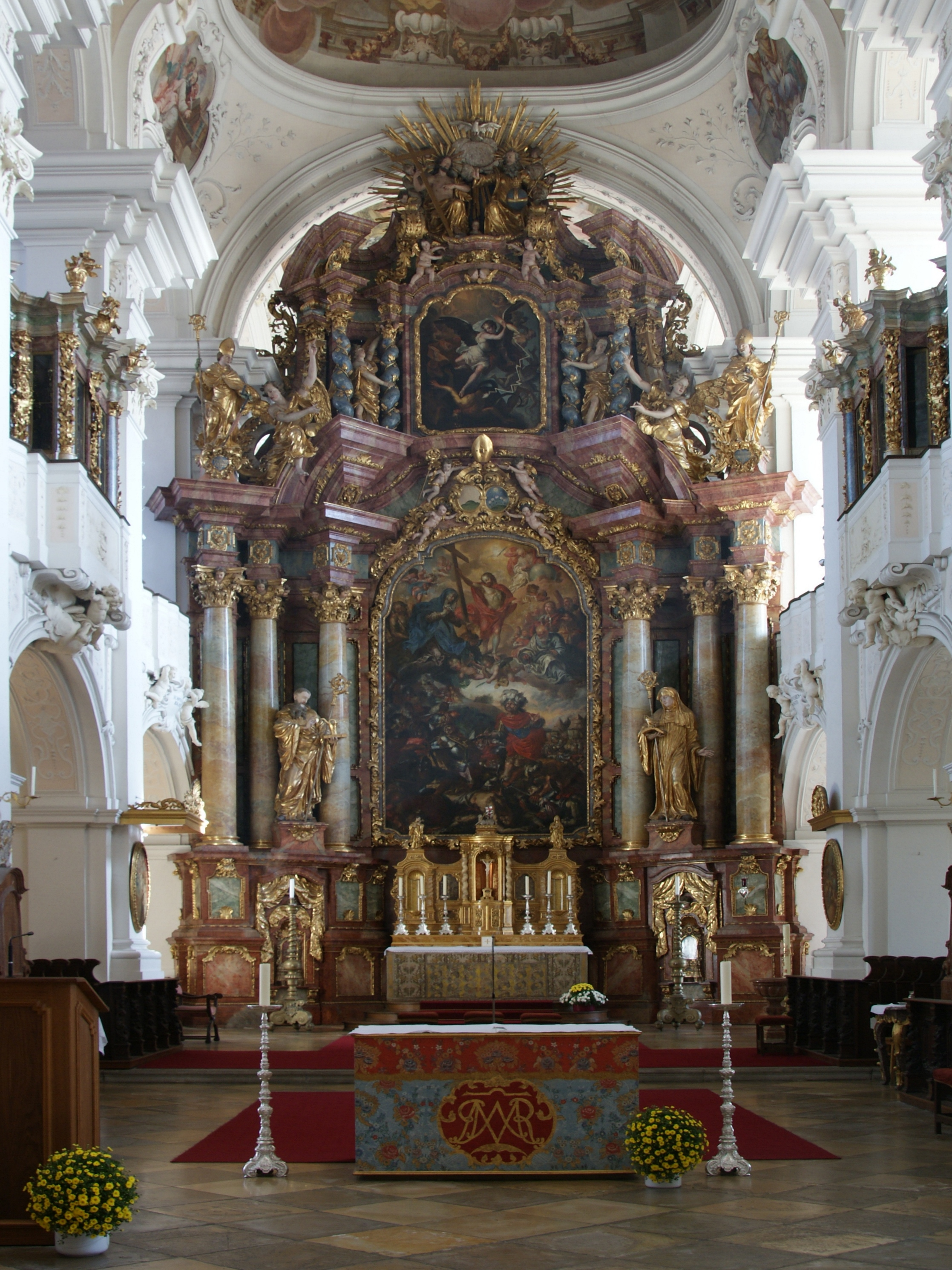
Hochaltar

Unmittelbar vor der Entscheidung zur Barockisierung der mittelalterlichen Abteikirche war mit deren liturgischer Neuausstattung begonnen worden, die anschließend zum Teil in den übernommen wurden. Andere Altäre wurden an die inkorporierten Pfarren abgegeben, wo sie sich in Aicha an der Donau und der Pfarrkirche Spitz erhalten haben. Der von Abt Joscio gestiftete Hochaltar wurde bereits 1703 von Jakob Schöpf geschaffen. Das aus dem früheren Hochaltar übernommene Altarblatt von Franz Josef Geiger aus dem Jahr 1675 zeigt die Marter des hl. Mauritius, vom gleichen Künstler stammt das 1681 entstandene Altarbild des hl. Sebastian. In gleicher Weise war auch die Kanzel von Abt Karl Kögl (1695–1700) noch für die alte Kirche gestiftet worden. Die Seitenaltäre sowie das übrige Mobiliar wurden 1725 geschaffen.
Von den ursprünglich zahlreichen Grabdenkmälern der Kirche sind erhalten: die Gedenkplatte des mittleren 13. Jahrhunderts für die hier bestatteten Herzöge Berthold († 947) und Heinrich († 989), die Grabplatte für Abt Poppo II. († 1289) sowie das Bronzegrabmal des Abtes Paulus Gmainer († 1585), das ihn im vollen Ornat zeigt.

## Orgel

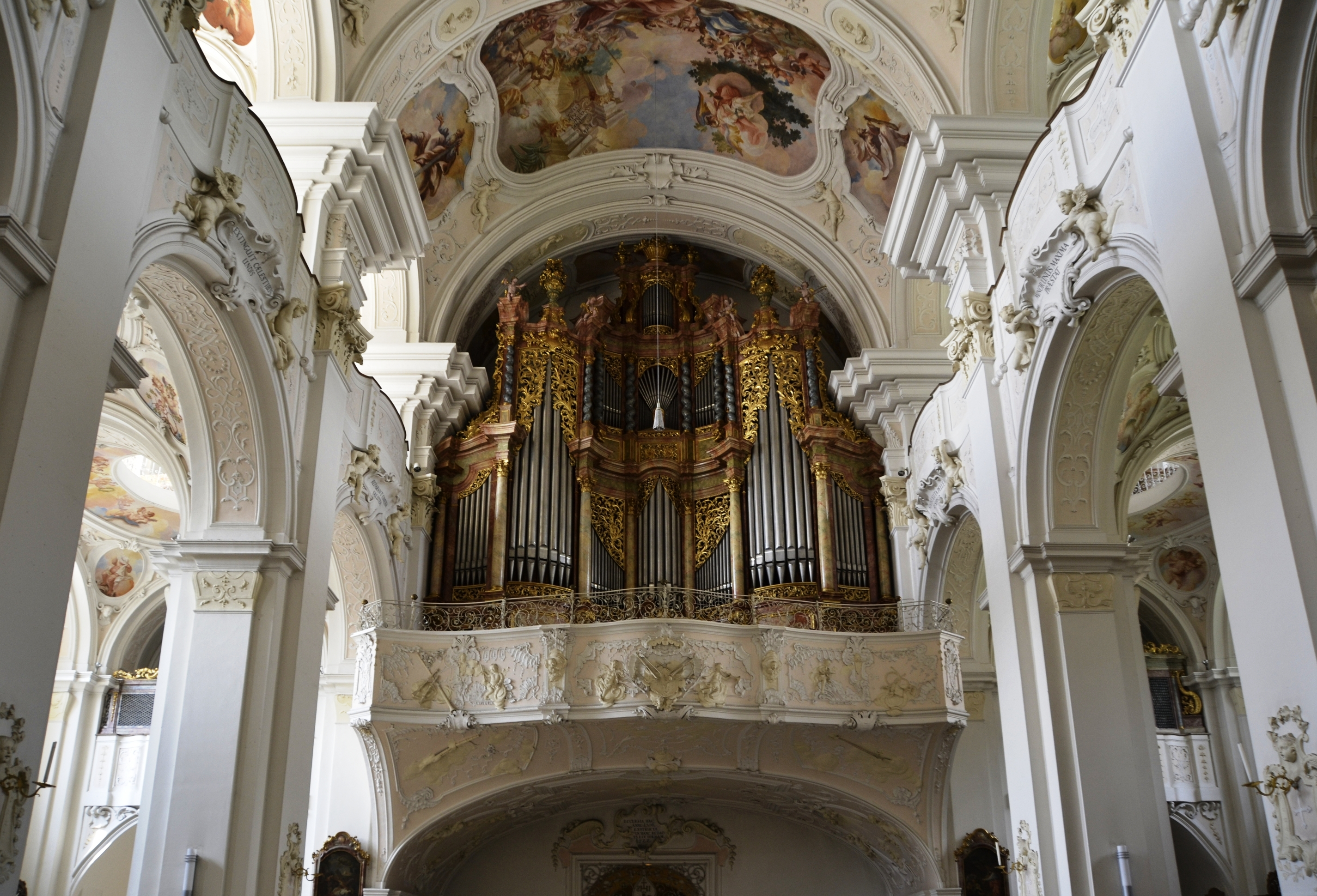
Historischer Orgelprospekt

Nach dem Kirchenbrand von 1671 ließ Abt Adalbert Guggomos eine neue Orgel errichten, deren Gehäuse jedoch „schöner war als die Orgel gut“. Im Zuge der Barockisierung erhielt die Abteikirche 1727 ein mit zwei Manualen und 27 Registern ausgestattetes neues Instrument des Ingolstädter Orgelbauers Caspar König. Als eine Besonderheit weist der mehrgeschossig aufgebaute Prospekt im Oberwerk eine perspektivische Anordnung der Pfeifen auf. Das heutige Orgelwerk wurde 1985 hinter dem historischen Prospekt vom Orgelbaumeister Georg Jann neu erbaut. Es hat 48 Register auf vier Manualen und Pedal. Die Trakturen sind mechanisch.
| I Hauptwerk C–g3 |             |       |
| 1.               | Principal   | 16′   |
| 2.               | Praestant   | 8′    |
| 3.               | Copula      | 8′    |
| 4.               | Gambe       | 8′    |
| 5.               | Octave      | 4′    |
| 6.               | Quinte      | 2 ⁄3′ |
| 7.               | Superoktave | 2′    |
| 8.               | Mixtur V    | 1 ⁄3′ |
| 9.               | Kornett V   | 8′    |
| 10.              | Trompete    | 16′   |
| 11.              | Trompete    | 8′    |

| II Oberwerk C–g3 |              |        |
| 12.              | Quintade     | 16′    |
| 13.              | Prinzipal    | 8′     |
| 14.              | Rohrflöte    | 8′     |
| 15.              | Oktave       | 4′     |
| 16.              | Spitzgedeckt | 4′     |
| 17.              | Nasat        | 2 ⁄3′  |
| 18.              | Waldflöte    | 2′     |
| 19.              | Terz         | 1 3⁄5′ |
| 20.              | Quinte       | 1 ⁄3′  |
| 21.              | Scharff III  | 1′     |
| 22.              | Dulzian      | 16′    |
| 23.              | Schalmey     | 8′     |

| III Kronwerk C–g3 |             |    |
| 24.               | Holzgedeckt | 8′ |
| 25.               | Prinzipal   | 4′ |
| 26.               | Querflöte   | 4′ |
| 27.               | Octave      | 2′ |
| 28.               | Terzian II  |    |
| 29.               | Sifflöte    | 1′ |
| 30.               | Cymbel III  | 1′ |
| 31.               | Vox humana  | 8′ |

| IV Echowerk C–g3 |            |    |
| 32.              | Holzflöte  | 8′ |
| 33.              | Salizional | 8′ |
| 34.              | Schwebung  | 8′ |
| 35.              | Blockflöte | 4′ |
| 36.              | Viola      | 4′ |
| 37.              | Kornett IV |    |
| 38.              | Oboe       | 8′ |

| Pedal C–f1 |              |       |
| 39.        | Praestant    | 16′   |
| 40.        | Subbass      | 16′   |
| 41.        | Octavbass    | 8′    |
| 42.        | Gemshorn     | 8′    |
| 43.        | Hohlflöte    | 4′    |
| 44.        | Bauernflöte  | 2′    |
| 45.        | Hintersatz V | 2 ⁄3′ |
| 46.        | Bombarde     | 16′   |
| 47.        | Posaune      | 8′    |
| 48.        | Zinke        | 4′    |

## Glocken
Das mittelalterliche Geläut der Niederaltaicher Abteikirche ging spätestens bei der Plünderung durch schwedische Truppen 1634 zugrunde. Beim Brand von 1671 schmolzen elf Kirchenglocken, die beiden kleineren Glocken der vorgelagerten Pfarrkirche gingen im Brand von 1685 unter. 1693 wurden von Abt Adalbert drei in Passau gegossene Glocken gestiftet, darunter die sogenannte „Türkin“ mit 60 Zentnern, die „einen ungemein schönen Ton“ gehabt habe. Zur Millenniumsfeier von 1731 stiftete Abt Joscio die 96 Zentner schwere „Jubiläumsglocke“, die nach Auflösung der Abtei 1803 als Geschenk des Kurfürsten Maximilian IV. Joseph an die Stadtpfarrkirche von Vilshofen kam und sich dort erhalten hat; die sieben „überflüssigen Glocken“ hingegen wurden zerschlagen und als Altmaterial verkauft. Im Südturm verblieben damals drei Glocken, die dann beim Kirchenbrand 1813 zugrunde gingen. Heute befinden sich in den Türmen fünf Glocken, von denen eine, die Antoniusglocke, noch aus der Wiederaufbauphase von 1814 stammt.
| Glocke | Name               | Schlagton | Gewicht | Durchmesser | Gießer, Gussort        | Gussjahr | Turm |
| ------ | ------------------ | --------- | ------- | ----------- | ---------------------- | -------- | ---- |
| 1      | Mauritius          | as0       | 4820 kg | 2000 mm     | Perner, Passau         | 2003     | Nord |
| 2      | Michael            | c1        | 2074 kg | 1530 mm     | Grassmayr, Innsbruck   | 1938     | Süd  |
| 3      | Antonius           | es1       | 1300 kg | 1250 mm     | Georg Sammassa, Passau | 1814     | Süd  |
| 4      | Maria Verkündigung | f1        | 0971 kg | 1180 mm     | Perner, Passau         | 1961     | Süd  |
| 5      | Bruder Konrad      | as1       | 0500 kg | 0980 mm     | Karl Hamm, Regensburg  | 1931     | Süd  |